# Niederländische Fußballnationalmannschaft (U-20-Frauen)
Die niederländische U-20-Fußballnationalmannschaft der Frauen repräsentiert die Niederlande im internationalen Frauenfußball. Die Nationalmannschaft untersteht dem Koninklijke Nederlandse Voetbal Bond und wird seit 2022 von Jessica Torny trainiert. Der Spitzname der Mannschaft ist Jeugd vrouwen.
Die Mannschaft wurde im Jahr 2018 anlässlich der erstmaligen Qualifikation für eine U-20-Weltmeisterschaft gegründet. Seither tritt das Team bei der U-20-Weltmeisterschaft, dem einzigen offiziellen Turnier für U-20-Frauenmannschaften im europäischen Kontinentalverband, für die Niederlande an. Die Qualifikation erfolgt durch die U-19-Nationalmannschaft bei der U-19-Europameisterschaft. Den bislang größten Erfolg feierte die niederländische U-20-Auswahl bei der U-20-Weltmeisterschaft 2022 in Costa Rica, als sie erstmals ins Halbfinale einzog.

## Turnierbilanz

### Weltmeisterschaft
| Jahr   | Gastgeber       | Platzierung        |
| ------ | --------------- | ------------------ |
| 2002   | Kanada          | nicht qualifiziert |
| 2004   | Thailand        | nicht qualifiziert |
| 2006   | Russland        | nicht qualifiziert |
| 2008   | Chile           | nicht qualifiziert |
| 2010   | Deutschland     | nicht qualifiziert |
| 2012   | Japan           | nicht qualifiziert |
| 2014   | Kanada          | nicht qualifiziert |
| 2016   | Papua-Neuguinea | nicht qualifiziert |
| 2018   | Frankreich      | Viertelfinale      |
| 2020 1 | Costa Rica 1    | – 1                |
| 2022   | Costa Rica      | Halbfinale         |
| 2024   | Kolumbien       | Halbfinale         |

## Personen

### Trainer
- Michel Kreek (2018)
- Jessica Torny (2022)